# Feliceto
Feliceto är en kommun i departementet Haute-Corse på ön Korsika i Frankrike. Kommunen ligger i kantonen Belgodère som tillhör arrondissementet Calvi. År 2022 hade Feliceto 233 invånare.

## Befolkningsutveckling
Antalet invånare i kommunen Feliceto
Referens:INSEE